# Franz Lach
Franz Lach (* 15. Juni 1887 in Celje/Cilli; † 15. September 1948 in Graz) war Rechtsanwalt, Verbandsfunktionär und Politiker in Österreich.

## Leben
Franz Lach besuchte die Volksschule und die Mittelschule und studierte die Rechte (Dr. iur.)
Er war Obmann der Christlichsozialen Partei (CSP) in Eisenerz und seit 1931 in Graz als Rechtsanwalt zugelassen, Präsident der Steiermärkischen Rechtsanwaltskammer (1945 bis 1948) sowie Obmann-Stellvertreter der Landesgruppe Steiermark des Österreichischen Wirtschaftsbundes.
Lach war zudem Mitglied der Staatsprüfungskommission in Graz, Anwaltsrichter beim Obersten Gerichtshof in Wien (1946) und Rechtskonsulent der christlich-sozialen Gewerkschaften.
Lach war vom 19. Dezember 1945 bis zu seinem Tod am 15. September 1948 Abgeordneter zum österreichischen Nationalrat (für die Christlichsoziale Partei bzw. die ÖVP).